# 阿拉維杜王朝
阿拉維拉王朝為古印度毗奢耶那伽羅王朝最後一個王朝，存續時間為1542年－1646年。該帝國的統治範圍約是今印度的南部，王朝建立者則是推翻圖魯瓦王朝的權臣蒂魯馬拉（Tirumala）。